# 시라카타촌 (후쿠시마현)
시라카타촌(白方村)은 후쿠시마현 이와세군에 일찍이 존재했던 촌이다. 

## 지리
현재의 스카가와시 북서부에 해당한다.

## 역사
- 1889년 4월 1일 - 정촌제 시행에 의해 다키촌, 우메다촌, 모리야촌, 하시라타촌, 이즈미즈카촌이 합병해 이와세군 시라카타촌이 성립하였다.
- 1955년 3월 31일 - 시라에촌의 일부가 나가누마정에 편입되었다.

## 인구
- 1891년 3,626
- 1920년 3,410
- 1947년 4,636

## 참고문헌
- 角川日本地名大辞典編纂委員会『角川日本地名大辞典 7 福島県』、角川書店、1981年 ISBN 4040010701
- 日本加除出版株式会社編集部『全国市町村名変遷総覧』、日本加除出版、2006年、ISBN 4817813180